# ホンダコリア

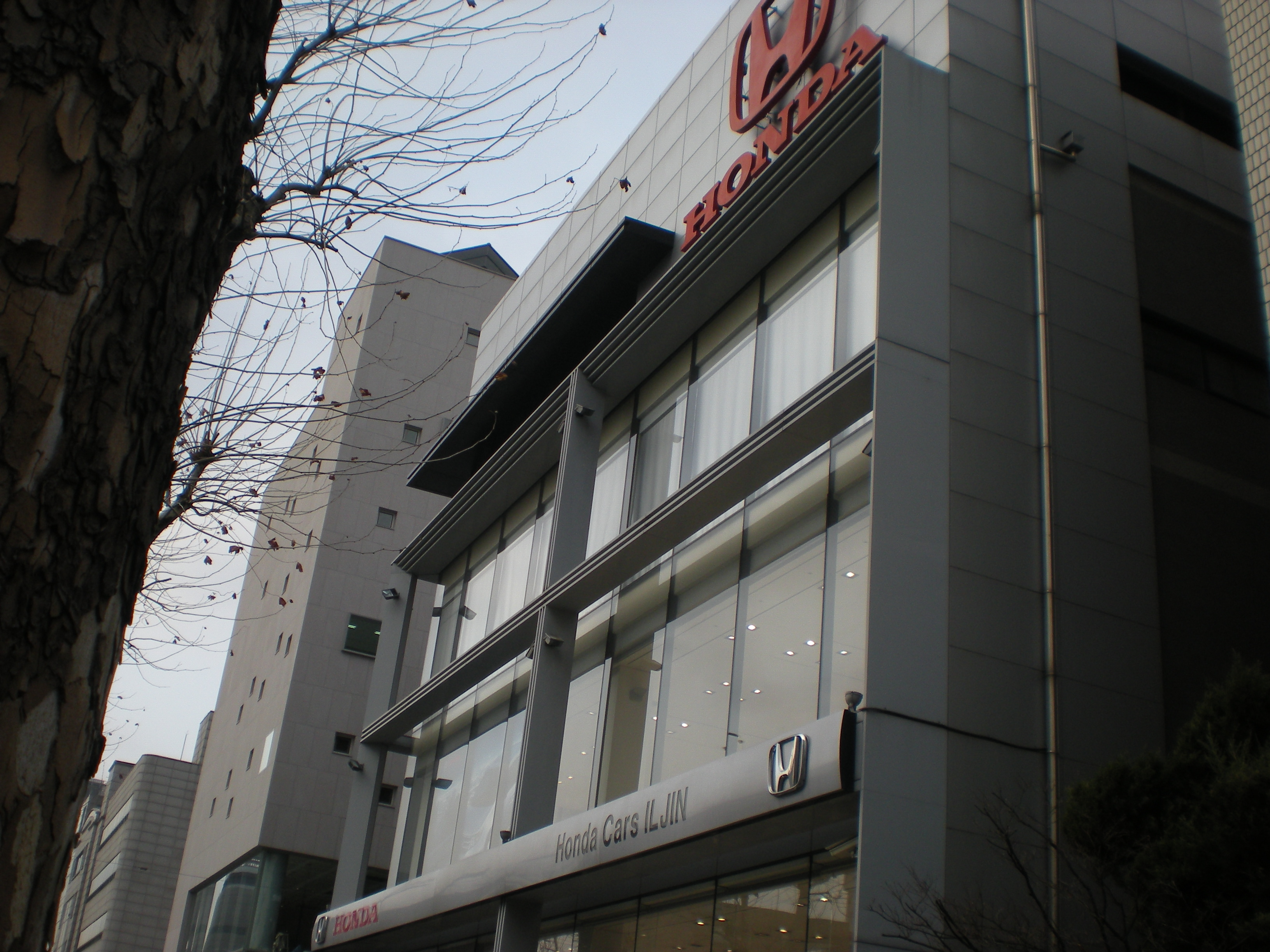
ディーラー（瑞草区、ホンダカーズILJIN）

ホンダコリア（HONDA Korea）はホンダ（2輪車・4輪車とも）の韓国における輸入総代理店（ホンダ出資比率が98.75％の連結子会社）である。

## 概要
韓国におけるホンダ2輪車の流通、販売、サービス事業を目的とした「ホンダモーターサイクルコリア」として2001年10月に設立したのが源流であるが、4輪も含めた展開とすべく2003年「ホンダコリア」に社名変更。
2004年5月20日より中型車「アコード」の発売を、2004年10月12日よりSUV「CR-V」の発売を開始。
2010年10月19日には初のハイブリッド専用車である「インサイト」を発表した（2012年12月に販売を終了）。
2輪車のジャンルにおいても多彩なラインナップを続けており、2013年6月15日には2輪車部門の主力車種である「スーパーカブ」も韓国市場に投入された。
社長の鄭祐泳はホンダが技術供与をしていた韓国の2輪車メーカー「デーリムモーター（大林自動車）」に1976年に入社し2000年に同社の社長に就任。2001年にホンダが大林自動車との提携を解消後、ホンダ側が社長就任を打診。それを本人が快諾したという経緯がある。
尚、レジェンドをアキュラブランドではなくホンダブランドで導入した理由とそれ以外のアキュラブランド車を導入しなかった理由については鄭祐泳自らが「当時、輸入車市場はレクサスやBMWがシェアを抑えていただけに韓国では知名度が殆どないアキュラよりも世界的に知名度のあるホンダブランドで新たな道を展開した方がいいと判断したから」と語っている。

## 販売車種
2021年10月現在
4輪車
- アコード（어코드）▲
- オデッセイ（오디세이）▲　　※日本のオデッセイとは別物
- パイロット（파일럿）▲
- CR-V　▲

すべて北米生産車である。
4輪車（販売終了分）
- レジェンド（레전드）[2]
- インサイト（인사이트）
- クロスツアー　（크로스투어）
- シビック　ユーロ（시빅　EURO、欧州仕様の5ドアHBを輸入）
- シビックハイブリッド（시빅 하이브리드）
- CR-Z
- シビック（시빅）
- HR-V（日本名：ヴェゼル）

※販売拠点については瑞草区（ホンダカーズILJIN（日進（イルジン）グループ））や江南区（ホンダカーズ斗山）、釜山（ホンダカーズD3）など国内に9箇所を有する。
2輪車
- ディオ（디오）

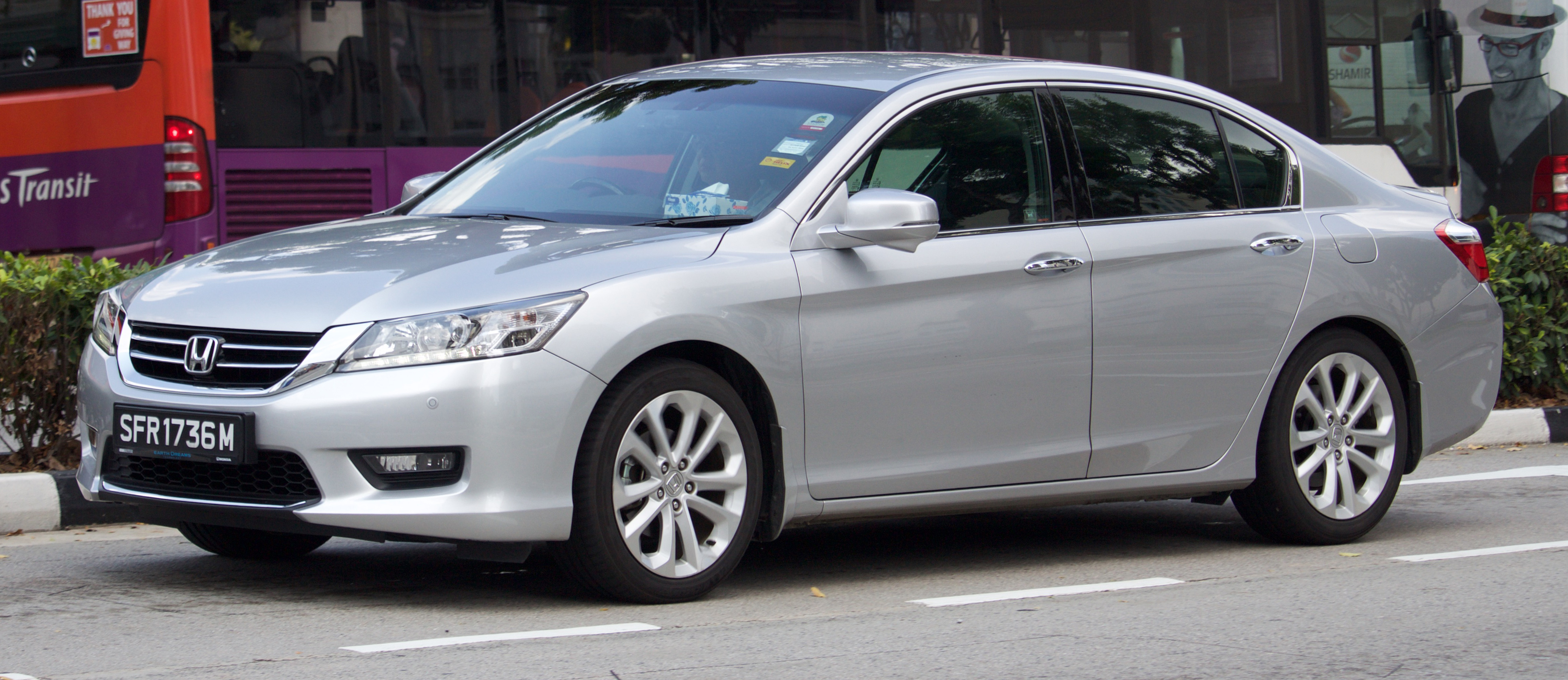
アコード
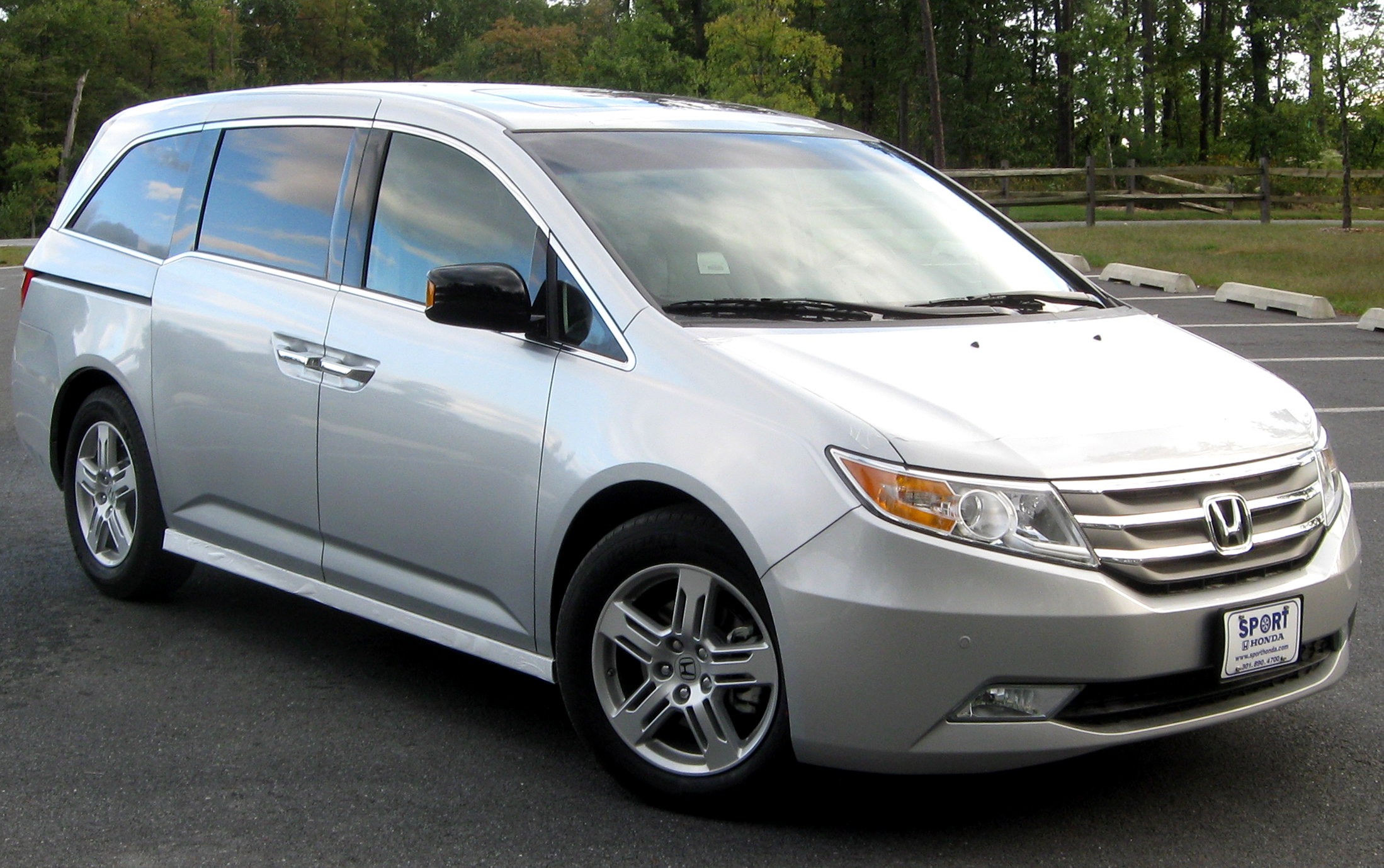
オデッセイ
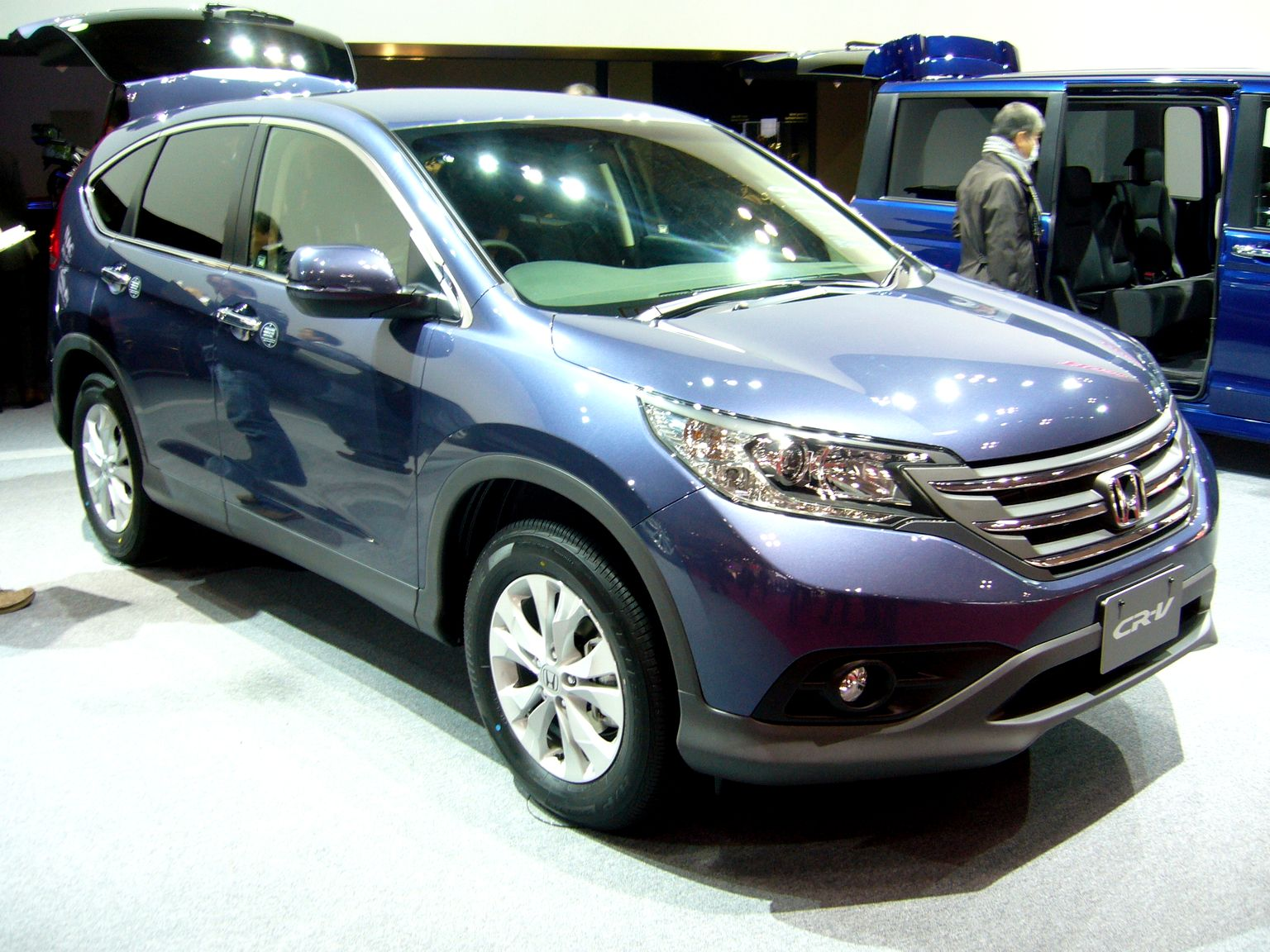
SCR110
- スーパーカブ（슈퍼커브）
- ベンリィ110（벤리110）
- MSX125
- フォルツァ（포르자）
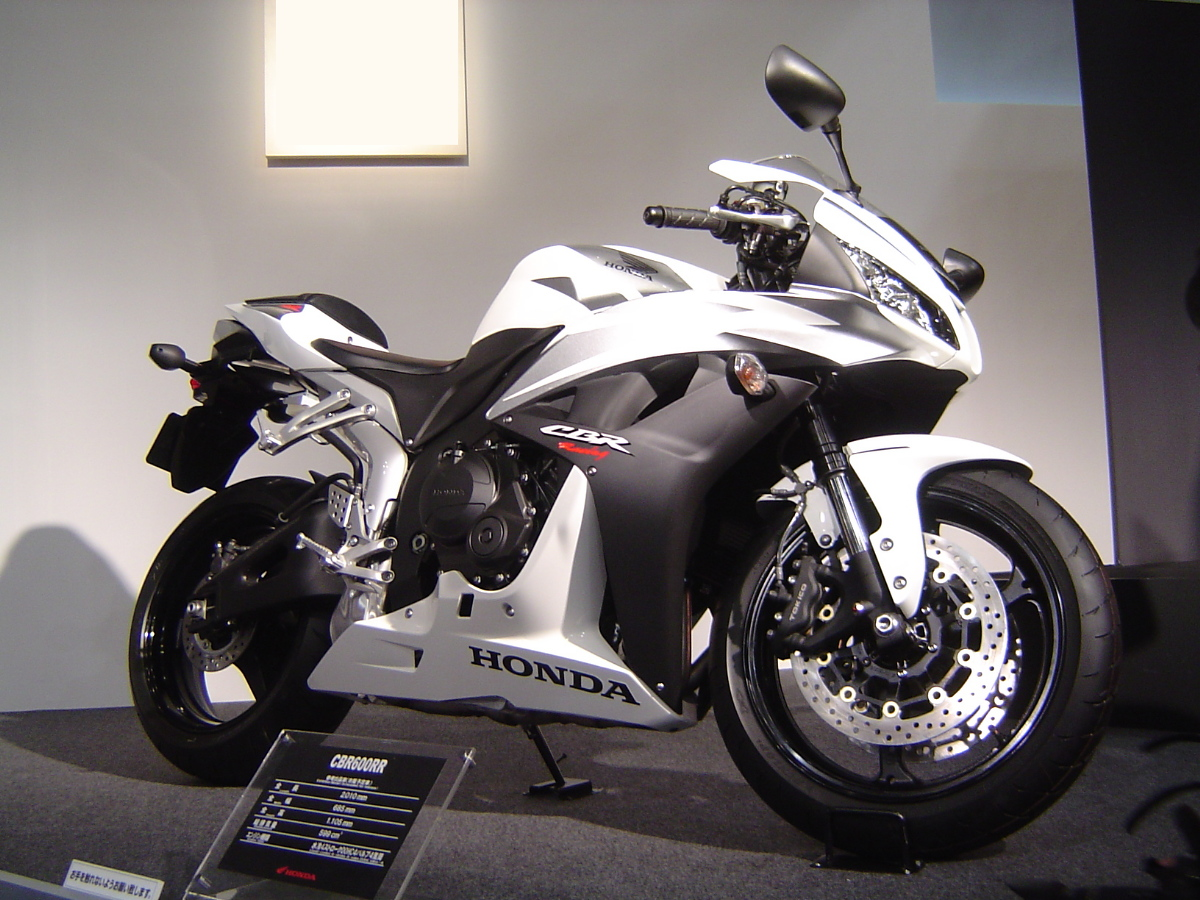
CB600F
- CBR125R
- CBR600RR
- CBR1000RR
- CBR600R
- シャドウ750CS（섀도750CS）
- VT1300CX
- VTX1800
- CB600F
- DN-01
- ST1300
- GL1800　など

- アコード
- オデッセイ
- CR-V
- CBR600RR

## その他
- 2008年には前年比74％増の1万2356台を記録し、輸入車としては初めて年間販売台数が1万台を突破した。その結果、2007年に年間販売台数7618台で首位だったBMWを抜き去り、韓国市場参入4年目にして輸入車市場トップの座に就いた。 また、新車販売ランキングの上位5車種中3車種がホンダで、アコード3.5が1位、CR-Vとアコード2.4がそれぞれ3位と5位であった。
- 2009年のソウルモーターショーに出品されていたインサイトについては同年7月に試乗会を開き、同年末～2010年初頭までに韓国に導入予定としていたが、10月にずれ込んだ[3][4][5]。